# Parturiție (Star Trek: Voyager)
„Parturiție” (titlu original: „Parturition”) este al 7-lea episod din al doilea sezon al serialului TV american SF Star Trek: Voyager. A avut premiera la 9 octombrie 1995 pe canalul UPN.

## Prezentare
În timp ce se luptă pentru inima lui Kes, Neelix și Tom Paris sunt trimiși împreună într-o misiune de cercetare.

## Rezumat
Relațiile dintre Neelix și locotenentul Tom Paris ajung la un nivel minim atunci când are loc un conflict în sala de mese pentru Kes. Căpitanul Janeway îi cheamă în camera ei pentru o misiune. Janeway îi avertizează să-și lase neînțelegerile deoparte. Aprovizionarea cu alimente a navei Voyager este redusă, iar scanările unei planete din apropiere au detectat proteine. Datorită rolului lui Neelix de bucătar și de cunoscător al zonei și poziției lui Paris ca cel mai experimentat pilot al navei, aceștia sunt trimiși pe planetă, pe care o numesc „Planeta Infernului”, pentru a căuta materiale comestibile. În drum spre planetă, naveta lor se prăbușește din cauza interferenței mediului.
Planeta este acoperită cu un vapor „trigemic” otrăvitor care îi obligă pe Paris și Neelix să caute adăpost. Ei găsesc o peșteră și aruncă în aer o stâncă pentru a acoperi intrarea, presupunând că vor fi salvați în scurt timp. Descoperă un cuib de ouă și, pe măsură ce eclozează, cei doi dezbat ce să facă, Paris dorind să plece și Neelix crezând că au responsabilitatea de a îngriji puiul de reptilă. Voyager este atacat de o navă extraterestră, care se plasează între Voyager și planetă în încercarea de a-i bloca accesul la suprafață.
Paris și Neelix discută și despre Kes. Paris mărturisește că este atras de ea, dar că respectă alegerea ei de a fi alături de Neelix. Cei doi au grijă de creatură, dar în scurt timp aceasta pare să moară. Nu vrea să mânce din rațiile lor, dar presupun că vaporii de afară trebuie să fie sursa proteinei pe care au văzut-o în scanările lor, dar stânca pe care au aruncat-o în fața intrării a împiedicat creatura să se hrănească. Odată ce aduc creatura afară și o alimentează forțat cu vapori cu ajutorul unui picurător de medicamente, creatura își revine. Paris și Neelix sunt bucuroși, deși prezintă simptome ale otrăvirii trigemice. Voyager dezactivează armele de la bordul navei inamice și se deplasează în atmosfera planetei pentru a-i salva pe Neelix și Tom. Aceștia refuză să fie teleportați până nu sunt siguri că creatura va supraviețui. Se ascund și se teleportează numai atunci când un adult din specia creaturii vine să ia pruncul.
Înapoi la bordul lui Voyager, Kes, bucuroasă că Neelix s-a întors, observă că Paris și Neelix au format o prietenie bazată pe respect.

## Actori ocazionali
- Majel Barrett - Computer Voice